# Ferry Weertman
Ferry Weertman (Naarden, 27 giugno 1992) è un ex nuotatore olandese, specializzato nelle gare di fondo. Ha rappresentato la sua nazione ai giochi olimpici di Rio de Janerio 2016 e di Tokyo 2020.

## Carriera
Ha rappresentato la sua nazione ai Giochi di Rio de Janeiro 2016, dove ha conquistato la medaglia d'oro nei 10 km.
Ai mondiali di nuoto di Budapest 2017 ha vinto l'oro nella 10km. 
Agli europei di nuoto di Glasgow 2018 ha vinto la medaglia d'oro nella 10km e nella 5 chilometri a squadre, gareggiando coi compagni di nazionale Esmee Vermeulen, Pepijn Smits, Sharon van Rouwendaal.
Ha rappresentato la sua nazione anche ai Giochi di Tokyo 2020, giungendo settimo nei 10km.
Nel dicembre 2021 ha annunciato via social il suo ritiro dall'attività agonistica.

## Palmarès
- Giochi olimpici

Rio de Janeiro 2016: oro nei 10 km.
- Mondiali

Kazan 2015: argento nella 10 km e nella gara a squadre.
Budapest 2017: oro nella 10 km.
- Europei di nuoto/fondo

Berlino 2014: oro nella 10 km e nella gara a squadre.
Hoorn 2016: oro nella 10 km.
Glasgow 2018: oro nella 10 km e nella gara a squadre.

### Altre competizioni
- Vincitore della Coppa del Mondo di nuoto di fondo nel 2018.
- Vincitore della Coppa LEN nel 2012.

## Riconoscimenti
- LEN Award: 2015, 2016
- Atleta dell'anno FINA: 2016, 2018
- Open Water Swimmer of the Year: 2016, 2017